# Rue Lejamptel
La rue Lejamptel est une voie de Dol-de-Bretagne, en Ille-et-Vilaine (France).

## Situation et accès
Située dans le quartier Bourg Sainte-Marie, la rue Lejamptel est, avec la Grande Rue des Stuarts, l'artère principale et commerçante de Dol-de-Bretagne.

## Origine du nom
Elle rend hommage à Auguste Lejamptel maire de la commune de 1878 à 1891.

## Historique
Cette voie était autrefois dénommée « rue Étroite » en raison de sa largeur, dans la partie haute, qui n'était que de 4,20 mètres à 6,20 mètres.
En 1866, pour adapter la rue à la circulation, il est décidé son élargissement. De 1870 à 1880, plusieurs maisons, situées du côté sud, sont rasées et d'autres voient leurs façades reconstruites en retrait.
En 1900, la rue Étroite prend le nom de rue Lejamptel.

## Bâtiments remarquables et lieux de mémoire
- no 1 : maison à boutique du XVIIe siècle[2].
- no 5 : maison à porche du XVIe siècle[3].
- no 7 : maison d'angle à porche à pan de bois du XVIe siècle[4].
- no 12 : hôtel Grand-Maison, du XVIIIe siècle, qui a accueilli Victor Hugo et Juliette Drouet la nuit du 24 juin 1836 ainsi que la dépouille de François-René de Chateaubriand dans la nuit du 17 au 18 juillet 1848[5].
- no 22 : immeuble du XVIIIe siècle[6].
- no 27 : maison de la Grisardière des XIIe et XIIIe siècles[7].
- no 29 : maison à porche construite du XVIIe siècle[8].
- no 31 : maison à porche du XVIe siècle[9].
- no 34 : maison datée du XVIe siècle[10].

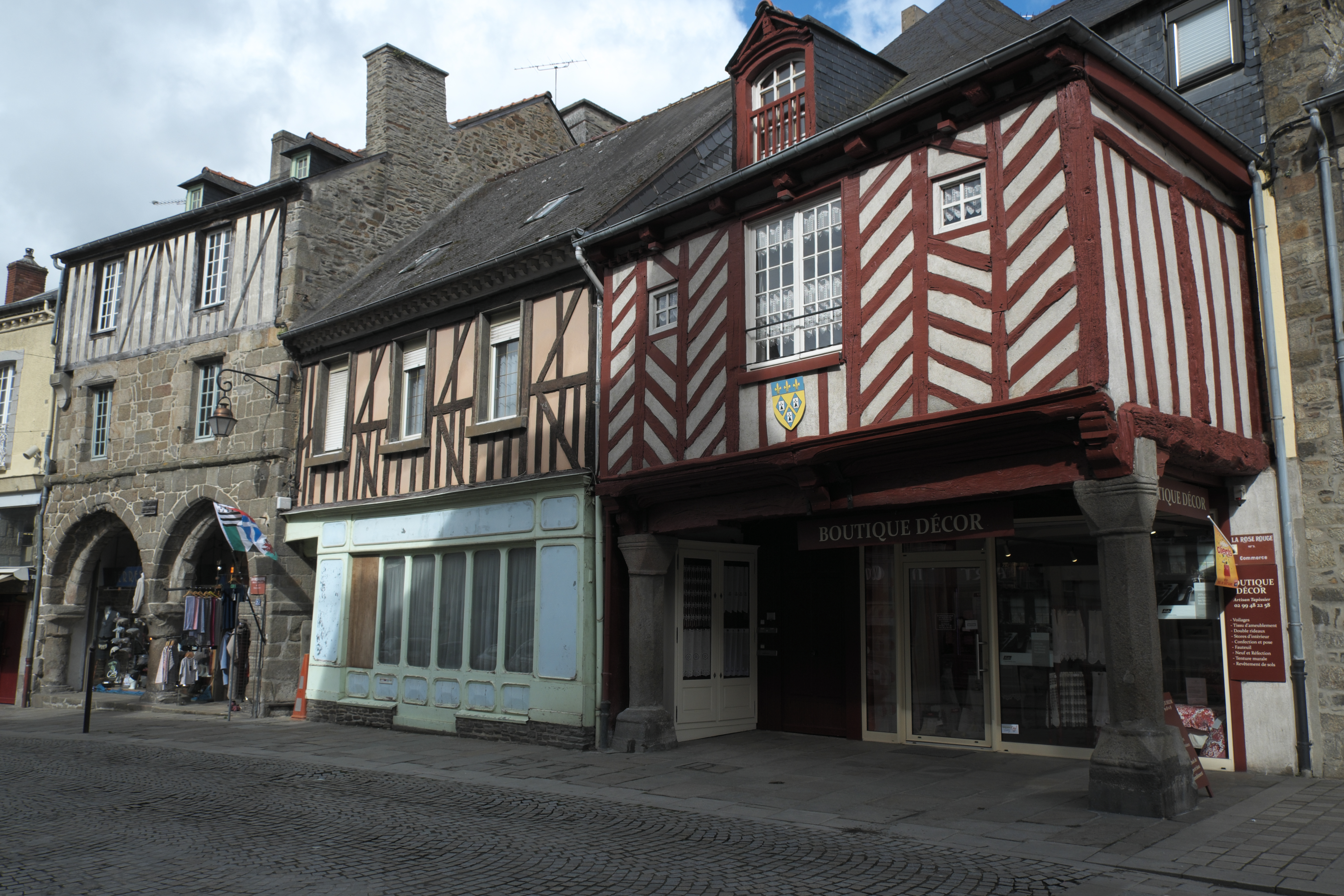
no 27 (maison de la Grisardière) et nos 29 et 31.